# Paula Radcliffová
Paula Jane Radcliffová, MBE (* 17. prosince 1973, Northwich) je britská atletka, běžkyně, která se věnuje dlouhým tratím. Drží několik světových rekordů na méně oficiálních tratích či v neoficiálních mezičasech.
Čtyřikrát reprezentovala na letních olympijských hrách (Atlanta 1996, Sydney 2000, Athény 2004, Peking 2008). Největších úspěchů dosáhla na prvních dvou olympiádách. V roce 1996 v Atlantě dokončila běh na 5000 metrů v čase 15:13,11 na 5. místě. O čtyři roky později v australském Sydney skončila ve finále běhu na 10 000 metrů v čase 30:26,97 na 4. místě. Na bronzovou medaili, kterou vybojovala Portugalka Fernanda Ribeirová ztratila více než čtyři sekundy.
V roce 2002 se stala vítězkou ankety Atlet světa.

## Osobní rekordy
| Trať       | Čas      | Datum             | Místo                 | Poznámka        |
| ---------- | -------- | ----------------- | --------------------- | --------------- |
| 3000 m     | 8:22,20  | 19. července 2002 | Fontvieille, Monako   | Britský rekord  |
| 5000 m     | 14:29,11 | 20. června 2004   | Bydhošť, Polsko       |                 |
| 10 000 m   | 30:01,09 | 6. srpen 2002     | Mnichov, Německo      |                 |
| Půlmaraton | 1:05:40  | 21. září 2003     | South Shields, Anglie |                 |
| Maraton    | 2:15:25  | 13. dubna 2003    | Londýn, Anglie        | Evropský rekord |